# 長良隕石
長良隕石（ながらいんせき）は2012年10月頃に岐阜県岐阜市長良で発見された鉄隕石である。
会社員の男性が畑の手入れの際に発見したもので、大きさは15cm×20cm×15cmで 重量は6.5kg。
分析の結果、日本国内では初発見となるIABに分類された。